# Жижина, Анна Владимировна
Анна Владимировна Жижина (род. 28 сентября 1993) — российская самбистка и дзюдоистка, чемпионка и призёр чемпионатов России, призёр чемпионатов Европы и мира, мастер спорта России. Выступала во второй средней (до 72 кг) и полутяжёлой (до 80 кг) весовых категориях.
С 1 января 2016 года зачислена в штат Центра спортивной подготовки  Брянской области.

## Спортивные достижения

### Дзюдо
- Первенство России по дзюдо среди кадетов 2009 — ;
- Первенство России по дзюдо среди юниоров 2012 — ;
- Этап Кубка Европы по дзюдо среди юниоров 2012, Киев — ;
- Этап Кубка Европы по дзюдо среди юниоров 2013, Каунас — ;
- Этап Кубка Европы по дзюдо среди юниоров 2013, Киев — ;

### Самбо
- Чемпионат России по самбо 2015 — ;
- Чемпионат России по самбо 2016 — ;
- Чемпионат России по самбо 2017 — ;
- Чемпионат России по самбо 2018 — ;
- Чемпионат России по самбо 2020 — ;
- Чемпионат России по самбо 2021 — ;